# Team Budget Forklifts
Team Budget Forklifts is een Australische wielerploeg die werd opgericht in 2008. De ploeg neemt als continentale wielerploeg deel aan de continentale circuits van de Internationale Wielerunie (UCI), behalve in 2010 toen het een jaar als amateurploeg verderging.

## Seizoen 2015

### Selectie
| Naam             | Geboortedatum    | Nationaliteit    | Ploeg 2014                              |
| ---------------- | ---------------- | ---------------- | --------------------------------------- |
| Jack Anderson    | 2 juni 1987      | Australië        | Drapac Professional Cycling             |
| Daniel Barry     | 29 januari 1988  | Nieuw-Zeeland    |                                         |
| Joshua Berry     | 1 december 1990  | Verenigde Staten | Team SmartStop                          |
| Jack Bobridge    | 13 juli 1989     | Australië        | Belkin Pro Cycling                      |
| Brendan Canty    | 17 januari 1992  | Australië        | Drapac Cycling                          |
| Luke Davison     | 8 mei 1990       | Australië        | Synergy Baku Cycling Project            |
| Westley Gough    | 4 mei 1988       | Nieuw-Zeeland    |                                         |
| Sam Horgan       | 20 april 1987    | Nieuw-Zeeland    |                                         |
| Kristian Juel    | 5 februari 1992  | Denemarken       |                                         |
| Jacob Kauffmann  | 24 maart 1987    | Australië        | Garneau-Québecor                        |
| Mitchell Mulhern | 22 januari 1991  | Australië        | OCBC Singapore Continental Cycling Team |
| Tommy Nankervis  | 21 januari 1983  | Australië        |                                         |
| Glenn O'Shea     | 14 juni 1989     | Australië        | An Post-Chainreaction                   |
| Joshua Prete     | 17 augustus 1991 | Australië        |                                         |
| Myron Simpson    | 30 juli 1990     | Nieuw-Zeeland    |                                         |
| Scott Sunderland | 16 maart 1988    | Australië        | Geen                                    |
| Brodie Talbot    | 13 februari 1989 | Australië        |                                         |
| Michael Torckler | 12 april 1987    | Nieuw-Zeeland    | Team SmartStop                          |
| Sam Witmitz      | 17 maart 1985    | Australië        |                                         |

## Bekende (oud-)renners
- Richard Lang (2009)